# 楊國正

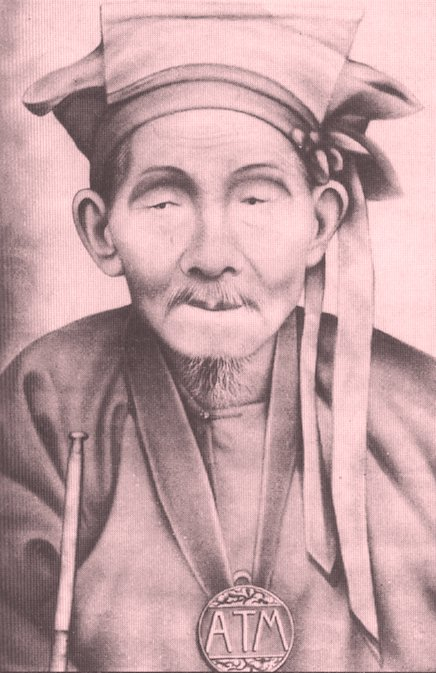
楊國正

楊國正（1840年—1920年），緬甸名Hkun Lu Kwan，19世紀末果敢土司楊國華的六弟。
楊國華臨終前，其子年幼，遂將土司政權委託楊國正攝政。1875年楊國正在任時，果敢迫於清軍的壓力，與清軍聯手，反戈驅逐回族，回族離開果敢向南退至班弄。1886年，回軍對果敢展開報復，俘虜了果敢土司族人，楊國正不得不以人質和銀兩將族人贖回。回軍對果敢的侵犯，直到清軍前往清剿回軍為止。楊國正掌權至晚年，將土司之位傳給楊國華的長子，楊春榮。1920年，楊國正因病離世，葬於白墳嶺崗。